# 席伟林
席伟林（1975年—），中华人民共和国地方官员，河南渑池人，中国共产党党员，现任中共三门峡市卢氏县委常委、县纪委书记兼县监察委员会主任。

## 生平
席伟林于1994年7月加入中国共产党，1994年8月参加工作，历任三门峡市渑池县公安局政治处主任、三门峡市委组织部组织科副科长兼办公室主任、陕州区委常委兼组织部部长等职。
2020年6月，席伟林进入卢氏县政坛，任卢氏县委常委、县纪委书记、县监委主任兼县委巡察工作领导小组副组长。
2021年8月13日，席伟林续任中共卢氏县第十三届县委常委。